# Saint-Valère
Saint-Valère est une municipalité du Québec située dans la MRC d'Arthabaska, dans le Centre-du-Québec. Elle est au nord-ouest de la municipalité de Victoriaville.

## Toponymie
Son nom fait référence au député Valère Guillet (en).

## Histoire
Les premiers habitants vinrent s'y établir en 1835. Elle est nommée en l'honneur du député Valère Guillet (1796-1881). Les premières industries furent la vente du "sâle" ou potasse, le commerce des écorces de pruche, une tannerie nommée "La Tannerie Farly" construite vers 1865. On y compte aussi plusieurs moulins dont un moulin à scie à vapeur pour fabriquer des bardeaux (fermeture en 1905), un moulin à eau qui servait à fabriquer de la planche, du bardeau, des moulures et cardait la laine qui fut incendié en 1953. En 1923, une manufacture de portes et châssis est également incendiée en février 1948 et reconstruite pour finalement être fermée en 1955. Six fromageries ont déjà été en fonction, dont la première en 1888.

## Géographie
Le village possède un territoire s'étendant sur 108 km2 et compte 1 352 habitants. L'agriculture est la principale activité économique de la municipalité, qui possède aussi une fraisière et plusieurs cabanes à sucre. La piste cyclable du Parc linéaire des Bois-Francs, qui fait partie du réseau de la Route Verte, passe à l'est de la municipalité.

### Hydrographie
La rivière Bulstrode traverse la municipalité du sud-est au nord-ouest.
La rivière Noire y coule du nord-est vers le sud-ouest.
À partir de son crénon, dans le nord-ouest, la rivière du Portage coule vers le nord.

## Démographie
| 1996  | 2001  | 2006  | 2011  | 2016  | 2021  |
| ----- | ----- | ----- | ----- | ----- | ----- |
| 1 337 | 1 308 | 1 299 | 1 286 | 1 263 | 1 188 |

## Administration
Les élections municipales se font en bloc pour le maire et les six conseillers.
| Saint-Valère Maires depuis 2001                                                                                      |                  |                 |          |
| Élection | Maire            | Qualité         | Résultat |
| 2001 | Marcel Lévesque  |                 | Voir     |
| 2005 | Thérèse Domingue |                 | Voir     |
| n/d | Louis Hébert     |                 | Voir     |
| 2009 | Louis Hébert     | Voir            |          |
| 2013 | Louis Hébert     | Voir            |          |
| 2017 | Marc Plante      |                 | Voir     |
| 2021 | Marc Plante      | Voir            |          |
| mars 2022 | Eric Morissette  | Maire suppléant | Voir     |
| avr. 2022 | Marcel Normand   |                 | Voir     |
| Élection partielle en italique Depuis 2005, les élections sont simultanées dans toutes les municipalités québécoises |                  |                 |          |

## Points d'intérêts

### L'église de Saint-Valère
Église catholique reconstruite en 1905-1907 à la suite d'un incendie en 1904.

### Bibliothèque de Saint-Valère
Fondée en 1980 par Hélène Provencher et 3 autres membres de l'AFEAS, elle a d'abord été dans les locaux de l'école primaire. Elle a déménagé dans ses locaux actuels en 2004. Madame Provencher en a été la responsable durant 35 ans (1980-2006)